# 方嘉揚
方嘉揚醫生，香港著名腦神經專科醫生，香港腦科學會前會長。
方嘉揚畢業於香港大學內外全科醫學士，其後先後取得英國皇家內科醫學院院士以及英國愛丁堡皇家內科醫學院院士。其診所設於中環萬邦行。